# سونيك كولرز
سونيك كولرز (بالإنجليزية: Sonic Colours (يكتب Sonic Colors في الولايات المتحدة)؛ باليابانية:ソニックカラーズ) هي لعبة فيديو على جهاز الوي والنينتندو دي إس من سلسلة « القنفذ سونيك ». اللعبة من تطوير سونيك تيم وشركة ديمبس اليابانية ونشر شركة سيجا. صدرت اللعبة في 11 نوفمبر، 2010 في أستراليا، و12 نوفمبر، 2010 في أوروبا، و16 نوفمبر، 2010 في أمريكا الشمالية، و18 نوفمبر، 2010 في اليابان.

## معلومة
اللعبة تحكي عن سونيك يلتقي مخلوقات فضائية صغيرة, سوف تكون اللعبة في أدغال كواكب أخرى, وستكون طريقة اللعب مثل سونيك أنليشد لأنها ستستخدم «محرك القنفذ» (Hedgehog Engine) وهو نفس طريقة لعب سونيك أنليشد ونفس أشكال الشخصيات طبعاً بمراحل وقصص أخرى.
الألوان المختلفة لفضائين يعني قدرة خاصة ان القدرات الخاصة فقط تدوم لوقت بسيط الأصفر يعني الحفر هذا اما لحفر تحت الأرض أو حتى زيادية السرعة تحت الماء اللون الأخضر يعين الليزر ان الليزر حيث سيمكنك من الانتقال السريع وتحطيم الأعداء الذين امامك ستمتلك اللعبة بين 7-8 قدرات أي لون بها سيمكنك حمل كائن فضائي واحد وستستخدمه من خلال تحريك wii-mote بشكل سريع سوف ترى هناك عداد اسفل الشاشة يقوم بتنبيهك كم من الوقت متبقي لهذه القدرة ان القدرة الصفراء ستبقى حوالي 10 ثواني اللون الأحمر يعني كرة النار وهو فقط متوفر في نسخة DS سوف يعطيك اللون الأحمر القدرة على الاندفاع باي اتجاه سيكون هناك معارك متميزة فكل نسخة وسيكون بعض زعماء الWii متوفرين بنسخة الDS أيضا 
قم بتحريك Nunchuck وسيقوم سونيك بالدوران لسرعة drift ان العرض التي اظهرت مجلة نينتندو باور كان يظهر 70% من لعب الثنائي الابعاد للعبة ان انتقال اللعبة لعالم الثلاثي الابعاد هو لسرعة القصوة بينما عالم الثنائي الابعاد هو لplatform يوجد هناك الكثير من المناطق السرية التي تتطلب بعضها اللوان معينة هناك رموز سرية توجد فوق كل مرحلة إذا قمت بالحفر إلى أعلى فان القدرة ستنتهي سريعا بينما إلى الأسفل يعني هلاك الشخصية تستطيع ان تختار الكوكب الذي ستلعب به

## النجاح
بعد ماعانت سيغا من فشل بعض العاب سونيك من بداية عام 2005 - 2009, سونيك كولوز تعيد مجد سونيك القديم وتكسر حاجز المليون ونصف (1.87 مليون) مبيعه في من نسخة وي ودي أس في أول شهر من الأطلاق.

## المصدر
1. ↑  "Sonic Colours Update - Okay AAUK, Who Is Doing It?". مؤرشف من الأصل في 2011-05-24.
2. ↑  Australian Sonic Colours release date confirmed [وصلة مكسورة] نسخة محفوظة 23 سبتمبر 2015 على موقع واي باك مشين.
3. 1 2  SEGA Europe Blog | Sonic fills November with Colours [وصلة مكسورة] نسخة محفوظة 10 أبريل 2011 على موقع واي باك مشين.
4. 1 2  Sonic Colors Gameplay Excites, But That Theme Song Has To Go نسخة محفوظة 25 يناير 2018 على موقع واي باك مشين.
5. 1 2  『ソニック カラーズ』発売日決定！ نسخة محفوظة 28 يونيو 2018 على موقع واي باك مشين.

http://sonicthehedgehog.forumplatinum.com

## وصلات خارجية
- سونيك كولرز على موقع IMDb (الإنجليزية)